# زبان ویتنامی
زبان ویتنامی (ویتنامی: tiếng Việt) یک زبان آستروآسیایی و زبان ملی و رسمی ویتنام است. این زبان به صورت بومی توسط بیش از ۷۰ میلیون نفر صحبت می‌شود که چندین برابر مجموع سایر اعضای خانواده آستروآسیایی است. ویتنامی زبان مادری مردم ویتنامی (کین) و همچنین زبان دوم یا زبان اول برای سایر گروه‌های قومی در ویتنام است. در نتیجه مهاجرت، ویتنامی‌زبانان در سایر مناطق آسیای جنوب شرقی، آسیای شرقی، آمریکای شمالی، اروپا و استرالیا نیز یافت می‌شوند.
ویتنامی مانند بسیاری از زبان‌های دیگر در آسیای جنوب شرقی و شرق آسیا یک زبان تحلیلی با نواخت واجی است. این زبان دارای ترتیب نهاد-فعل-مفعول در جمله است. ویتنامی همچنین از رابط‌های شماری و توصیف‌کننده‌ها استفاده می‌کند. واژگان آن تأثیر قابل توجهی از چینی و فرانسوی پذیرفته‌اند.
ویتنامی در گذشته با استفاده از خط چو نوم نوشته می‌شد، یک خط واژه‌نگاشت با استفاده از حروف چینی برای نشان دادن واژگان چینی-ویتنامی و برخی از واژگان بومی ویتنامی، همراه با بسیاری از نویسه‌های بومی اختراع‌شده برای نشان دادن واژگان دیگر. حکومت استعماری فرانسه بر ویتنام منجر به پذیرش رسمی الفبای ویتنامی (Chữ Quốc ngữ) شد که بر اساس خط لاتین است. این خط از دونگاره‌ها و حرکت‌گذاری برای مشخص کردن نواخت‌ها و برخی واج‌ها استفاده می‌کند.
گاهی از نگوین دو به عنوان بزرگ‌ترین ادیب ادبیات ویتنامی یاد می‌شود

## تاریخ
به نظر می‌رسد که در گذشته‌های دور، زبان ویتنامی ویژگی‌هایی مشترک با سایر زبان‌های خانواده آستروآسیایی داشته‌است مثل داشتن ریخت‌شناسی صرفی و خوشه‌های بی‌صدا غنی که به مرور زمان این ویژگی‌ها در این زبان از بین رفته‌اند. با این حال زبان ویتنامی به دلیل موقعیت جغرافیایی‌اش در جنوب شرق آسیا بسیار تأثیر پذیرفته و خصوصیاتی کسب کرده‌است مثل صرف (ریخت‌شناسی) جداگانه و نواخت متفاوت واجی.
ویتنامی در ابتدا تحت تأثیر زبان چینی قرار گرفت که در سده دوم پ.م. زبان غالب گردیده بود. پس از آنکه در سده دهم ویتنام استقلال یافت، طبقه فرمانروایان چینی ادبی را به عنوان ابزار ارتباطی دولت، کسب دانش و ادبیات برگزیدند. با غلبه زبان چینی، واژگان چینی به صورت بنیادین وارد شدند و بر روی دستور زبان تأثیر گذاشتند. بیشتر واژه‌نامه‌های ویتنامی در تمام زمینه‌ها حاوی واژگان چینی-ویتنامی هستند.
با اشغال ویتنام توسط فرانسه در سده نوزدهم، زبان فرانسوی در آموزش و دولت به تدریج جایگزین زبان چینی گردید. زبان ویتنامی بسیاری از وام‌واژه‌ها را از زبان فرانسوی دریافت کرد مثل đầm (از مادام فرانسوی)، ga (به معنی ایستگاه قطار)، sơ mi (از شومیز فرانسوی)، búp bê (به معنی عروسک). به علاوه بسیاری از واژگان چینی-ویتنامی به گونه‌ای مبدل شدند که با ایده‌های غربی که از راه زبان فرانسوی آمده بود سازگار شوند. زبان ویتنامی را به شش دوره تقسیم می‌کند:
1. پیش-ویتنامی: نیای زبان ویتنامی که با زبان موئونگ ارتباط داشت.
2. نیا-ویتنامی: مربوط به دوره پیش از ورود واژگان چینی-ویتنامی به این زبان که به‌طور تقریبی شامل سده‌های هفت تا هشت است.
3. ویتنامی باستان: حالتی از زبان که تازه واژگان چینی-ویتنامی را پذیرفته بود (تقریباً سده ۱۰م)
4. ویتنامی کهن: ویتنامی که با خط چینی-ویتنامی نوشته شد.
5. ویتنامی میانه: زبان فرهنگ لغت ویتنامی-پرتغالی-لاتین که توسط الکساندر درود نوشته شده‌است.
6. ویتنامی نو: از سده نوزدهم به این سو.

## دسته‌بندی
تحقیقات اولیه زبان‌شناسی در حدود ۱۵۰ سال پیش ویتنامی را به عنوان متعلق به شاخه ویتی از گروه مون-خمر از خانواده زبان‌های آستروآسیایی دسته‌بندی کرد که همچنین شامل زبان خمر رایج در کامبوج و همچنین زبان‌های مختلف کوچکتر و/یا منطقه‌ای موندا و خاسی که در شرق هند و زبان‌های فراوانی در لائوس، جنوب چین و بخش‌هایی از تایلند می‌شوند. بعدها مشخص شد که مونگ بیشتر از سایر زبان‌های مون-خمر با ویتنامی مرتبط است و یک زیرگروه ویت-مونگ ایجاد شد که شامل چندین زبان دیگر نیز می‌شد.

## پراکندگی

پراکندگی گویشوران ویتنامی

ویتنامی به عنوان زبان ملی و میانجی ویتنام عمل می‌کند. این زبان همچنین توسط مردم جینگ در نزدیکی دونگ‌شینگ در جنوب استان گوانگشی چین صحبت می‌شود. شمار زیادی از ویتنامی‌زبانان نیز در کشورهای همسایه کامبوج و لائوس ساکن هستند.
در ایالات متحده، ویتنامی ششمین زبان پرگویشور با بیش از ۱٫۵ میلیون گویشور است که در تعداد انگشت شماری از ایالت‌ها متمرکز هستند. این زبان سومین زبان پرگویشور در تگزاس و واشینگتن، چهارمین در جورجیا، لوئیزیانا و ویرجینیا و پنجمین در آرکانزاس و کالیفرنیا است. ویتنامی پس از عربی، ماندارین و انگلیسی، چهارمین زبان پرگویشور در استرالیا است. در فرانسه، این زبان پرگویشورترین زبان آسیایی و هشتمین زبان مهاجران در کشور است.

### وضعیت رسمی
ویتنامی تنها زبان رسمی و ملی ویتنام است. این زبان اول اکثریت جمعیت ویتنام و همچنین زبان اول یا دوم برای گروه‌های اقلیت قومی این کشور است.
در جمهوری چک، ویتنامی به عنوان یکی از ۱۴ زبان اقلیت، بر اساس جوامعی که به‌طور سنتی یا طولانی‌مدت در این کشور اقامت داشته‌اند، به رسمیت شناخته شده‌است. این وضعیت به جامعه ویتنامی در کشور نماینده‌ای در شورای دولتی ملیت‌ها، یک نهاد مشورتی دولت چک برای مسائل مربوط به سیاست در قبال اقلیت‌های ملی اعطا می‌کند. این همچنین به جامعه حق استفاده از زبان ویتنامی در ادارات دولتی و دادگاه‌ها در هر نقطه از کشور را می‌دهد.

### به عنوان زبان خارجی
ویتنامی به‌طور فزاینده‌ای در مدارس و مؤسسات خارج از ویتنام تدریس می‌شود. در کشورهای دارای جوامع ویتنامی‌زبان قوی مانند ایالات متحده، فرانسه، استرالیا، کانادا، آلمان و جمهوری چک، آموزش زبان ویتنامی تا حد زیادی به عنوان یک نقش فرهنگی برای پیوند دادن فرزندان مهاجران ویتنامی به فرهنگ اجدادی آن‌ها عمل می‌کند. در همین حال، در کشورهای نزدیک به ویتنام مانند کامبوج، لائوس و تایلند، پررنگ شدن ویتنامی در آموزش زبان‌های خارجی عمدتاً به دلیل بهبود اخیر اقتصاد ویتنام است.
از دهه ۱۹۸۰، مدارس زبان ویتنامی (trường Việt ngữ/ trường ngôn ngữ Tiếng Việt) برای جوانان در بسیاری از جوامع ویتنامی‌زبان در سراسر جهان، به ویژه در ایالات متحده ایجاد شده‌است.
به‌طور مشابه، از اواخر دهه ۱۹۸۰، جامعه ویتنامی آلمان از حمایت دولت‌های شهری برای وارد کردن زبان ویتنامی به برنامه درسی دبیرستان با هدف آموزش و یادآوری زبان مادری دانش‌آموزان ویتنامی‌تبار آلمان استفاده کرده‌است. افزون بر این، تعدادی از آلمانی‌ها نیز به دلیل افزایش سرمایه‌گذاری‌های اقتصادی و تجارت به ویتنامی تحصیل می‌کنند.
روابط تجاری و دیپلماتیک تاریخی و قوی فرانسه با ویتنام و علاقه روزافزون جمعیت ویتنامی‌تبار فرانسه به فرهنگ اجدادی آن‌ها نیز منجر به افزایش تعداد مؤسسات در فرانسه از جمله دانشگاه‌ها و ارائه دوره‌های رسمی زبان شده‌است.

## واج‌شناسی

### واکه‌ها
ویتنامی دارای تعداد زیادی واکه است. در زیر جدول واکه‌های ویتنامی از هانوی جمع‌آوری شده‌است:
|                   | پیشین      | مرکزی        | پسین       |
| ----------------- | ---------- | ------------ | ---------- |
| مرکب              | ia/iê [iə̯] | ưa/ươ [ɨə̯]   | ua/uô [uə̯] |
| بسته              | i/y [i]    | ư [ɨ]        | u [u]      |
| بسته-میانه/ میانی | ê [e]      | ơ [əː] â [ə] | ô [o]      |
| باز-میانه/ باز    | e [ɛ]      | a [aː] ă [a] | o [ɔ]      |

### همخوان‌ها
همخوان‌هایی که در ویتنامی وجود دارد در زیر با املای ویتنامی همراه با تلفظ در سمت چپ فهرست شده‌است.
|         |        | لبی    | دندانی/ لثوی | برگشته  | کامی    | نرم‌کامی    | چاکنایی |
| ------- | ------ | ------ | ------------ | ------- | ------- | ---------- | ------- |
| خیشومی  | خیشومی | m [m]  | n [n]        |         | nh [ɲ]  | ng/ngh [ŋ] |         |
| انفجاری | لاغر   | p [p]  | t [t]        | tr [ʈ]  | ch [c]  | c/k/q [k]  |         |
| انفجاری | حلقی   |        | th [tʰ]      |         |         |            |         |
| انفجاری | مکیده  | b ɓ    | đ ɗ          |         |         |            |         |
| سایشی   | بی‌واک  | ph [f] | x [s]        | s [ʂ~s] |         | kh [x~kʰ]  | h [h]   |
| سایشی   | واک‌دار | v [v]  | d/gi [z~j]   |         |         | g/gh [ɣ]   |         |
| ناسوده  | ناسوده |        | l [l]        |         | y/i [j] | u/o [w]    |         |
| ر-گونه  | ر-گونه |        | r [r]        | r [r]   |         |            |         |

### نواخت

نواخت‌های شش‌گانه ویتنامی

هر هجای ویتنامی با یکی از شش نواخت ذاتی تلفظ می‌شود، که بر روی واکه اصلی یا گروهی از واکه‌ها متمرکز است. نواخت به استفاده از زیر و بم در زبان برای تشخیص معنای واژه یا دستور، یعنی برای تشخیص یا تصریف کلمات گفته می‌شود. نواخت‌ها در موارد زیر متفاوت هستند:
- درازا (زمان)
- زیر و بمی
- بلندای زیر و بمی
- آواسازی

زبان فارسی زبانی نواخت‌بر نیست اما در آن ویژگی نواخت‌بری به گونه‌ای محدود به‌کار می‌رود. یک نمونه مشهود از خاصیت نواخت‌بری واژگان در فارسی واژهٔ «گویا» است که بسته به نحوه ادای آن می‌توان معنی‌های «روان و سلیس» یا «انگار» را برداشت کرد. زبان چینی و برخی دیگر از زبان‌های شرق و جنوب شرق آسیا از مشهورترین زبان‌های نواخت‌بر هستند.

## دستور
ویتنامی، مانند چینی و بسیاری از زبان‌های آسیای جنوب شرقی، یک زبان تحلیلی است. ویتنامی از صرف، حالت، جنسیت، شمار یا زمان استفاده نمی‌کند. همچنین مانند سایر زبان‌های منطقه، نحو ویتنامی با ترتیب ناهد-فعل-مفعول مطابقت دارد، از توصیف‌کننده استفاده می‌کند و دارای یک سامانه رابط شماری برای اسم است. ویتنامی همچنین ضمیر انداز است و اجازه ساخت زنجیره فعلی را می‌دهد.

## واژگان

### آستروآسیایی
بسیاری از پژوهش‌های اولیه، زبان ویتنامی را با تای، چینی-تبتی یا آستروآسیایی مرتبط دانسته‌اند. ریشه‌های آستروآسیایی تا به امروز قابل‌قبول‌ترین هستند و برخی از قدیمی‌ترین واژه‌ها در ویتنامی منشأ آستروآسیایی دارند.

### تماس با چین باستان
اگرچه ریشه‌های ویتنامی به‌عنوان آستروآسیایی، ویتی و ویت-مونگ طبقه‌بندی می‌شوند، تماس زبانی با چینی به شدت بر زبان ویتنامی تأثیر گذاشته و باعث شد که زبان ویتنامی از ویت-مونگ در سده ۱۰ یا ۱۱ به ویتنامی انشعاب پیدا کند. به عنوان مثال، واژه ویتنامی quản lý به معنای مدیریت یا مدیریت کردن احتمالاً از همان واژه چینی guǎnlǐ (管理) گرفته شده‌است که در کره‌ای و ژاپنی نیز یافت می‌شوند. افزون بر انگلیسی و فرانسوی که سهمی در زبان ویتنامی داشته‌اند، وام واژه‌های ژاپنی به ویتنامی نیز پدیده ای است که اخیراً مورد مطالعه قرار گرفته‌است.
زبان‌شناسان امروزی توصیف می‌کنند که ویتنامی‌های نوین بسیاری از ویژگی‌های آوایی و صرفی نیاآستروآسیایی را که ویتنامی‌های اولیه داشتند، از دست داده‌اند. نفوذ چین بر ویتنامی‌ها مربوط به دوره‌های مختلف ویتنام تحت حاکمیت چین و همچنین پس از استقلال بود. از نظر زبان‌شناسان ویتنامی دارای دو لایه واژگان چینی است، یکی از دوره تحت حاکمیت واقعی چین و لایه دوم پس از آن. این واژگان با هم به عنوان واژگان چینی-ویتنامی گروه‌بندی می‌شوند.

### دوران استعمار فرانسه
علاوه بر این، حضور فرانسه در ویتنام از سال ۱۷۷۷ تا توافقنامه ژنو در سال ۱۹۵۴ منجر به نفوذ قابل توجهی فرانسوی در منطقه هندوچین (لائوس، کامبوج و ویتنام) شد. «Cà phê» در ویتنامی از café فرانسوی (قهوه) گرفته شده‌است. «Phô mai» (پنیر) نیز از واژه فرانسوی fromage گرفته شده‌است. نت موسیقی به ویتنامی به عنوان «nốt» یا «nốt nhạc» از note فرانسوی به عاریت گرفته شد. اصطلاح ویتنامی برای فرمان خودرو «vô lăng» است که مشتق جزئی از volant directionnel فرانسوی است. کراوات (به فرانسوی cravate) به ویتنامی «cà vạt» ترجمه می‌شود.
افزون بر این، تلفظ‌های ویتنامی نوین نام‌های فرانسوی مستقیماً از تلفظ اصلی فرانسوی گرفته شده‌است («Pa-ri» برای پاریس، «Mác-xây» برای مارسی، «Boóc-đô» برای بوردو و غیره)، در حالی که تلفظ‌های دیگر اسامی خارجی (به استثنای چینی) عموماً از تلفظ انگلیسی گرفته شده‌اند.

### انگلیسی
برخی از واژگان انگلیسی به عنوان وام‌واژه در ویتنامی گنجانده شده‌است، مانند «تلویزیون» (TV) که به عنوان «tivi» یا فقط TV استفاده می‌شود ولی هنوز به‌طور رسمی truyền hình نامیده می‌شود. برخی از وام‌گیری‌های دیگر گرته‌برداری‌هایی هستند که به ویتنامی ترجمه شده‌اند، برای مثال، «نرم‌افزار» به «phần mềm» (به معنای واقعی «بخش نرم») ترجمه می‌شود. واژگانی مانند «پپتید» (peptide) ممکن است به عنوان peptit دیده شوند.

## نوشتار

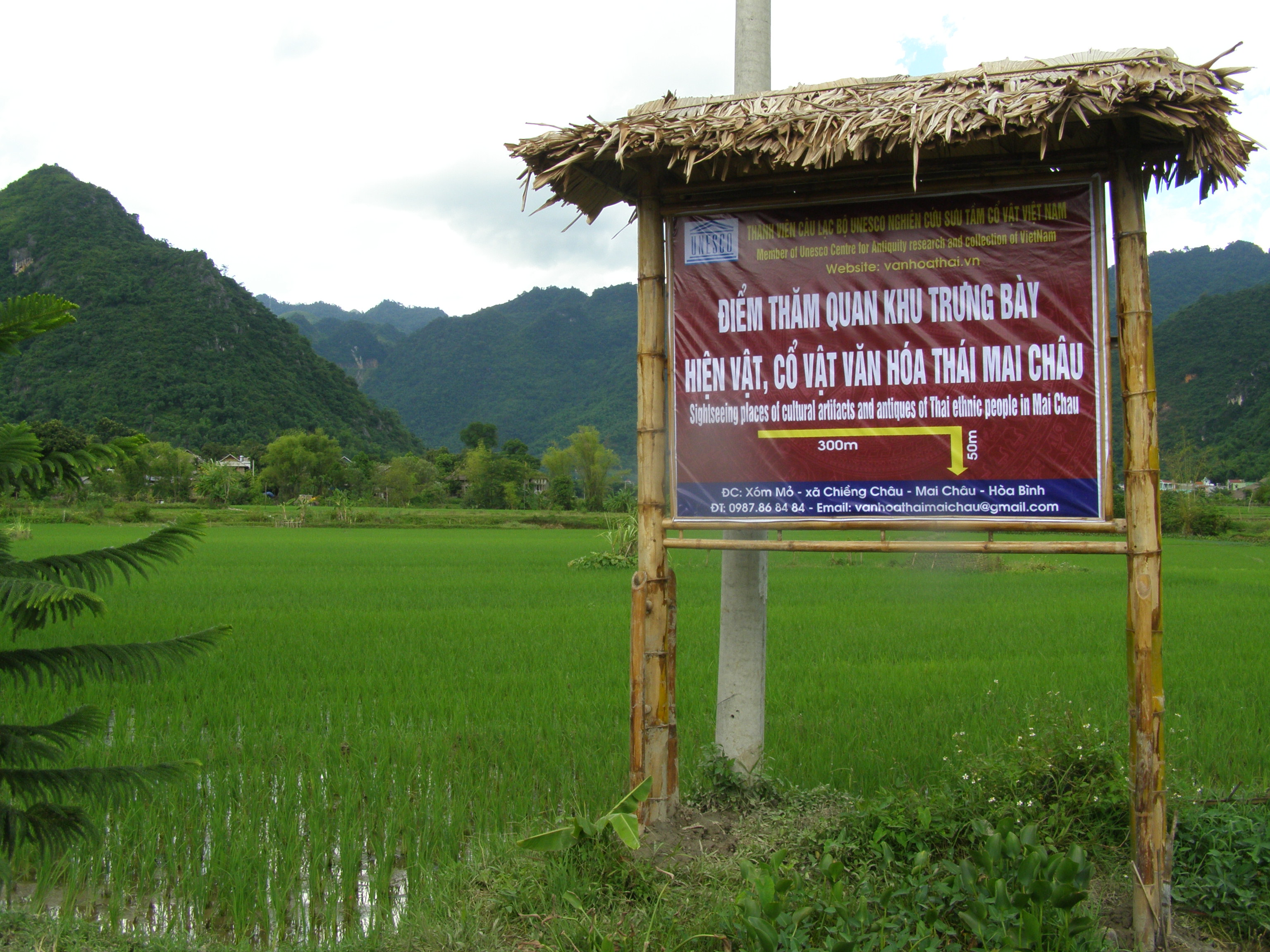
تابلویی به الفبای لاتین ویتنامی

پس از پایان دادن به یک هزاره حکومت چین در سال ۹۳۸، دولت ویتنام زبان چینی ادبی را برای اهداف رسمی در ویتنام پذیرفت. تا اواخر سده نوزدهم (به جز دو میان‌دوره کوتاه)، تمام نوشته‌های رسمی، از جمله تجاری، دولتی و ادبیات رسمی، به زبان چینی ادبی و با حروف چینی نوشته می‌شد.  پس از آن و با استعمار فرانسه خط رسمی ویتنامی به خط لاتین تغییر پیدا کرد. اگرچه سامانه نوشتاری در حال حاضر بیشتر با الفبای لاتین ویتنامی است، خط چینی ویتنامی هنوز در فعالیت‌هایی مانند خوشنویسی ویتنامی وجود دارد.
۲۹ حرف الفبای ویتنامی عبارتند از:
| A | Ă | Â | B | C | D | Đ | E | Ê | G | H | I | K | L | M | N | O | Ô | Ơ | P | Q | R | S | T | U | Ư | V | X | Y |
| a | ă | â | b | c | d | đ | e | ê | g | h | i | k | l | m | n | o | ô | ơ | p | q | r | s | t | u | ư | v | x | y |

## گویش‌ها
زبان ویتنامی دارای چندین گونه منطقه‌ای با قابلیت درک متقابل است:
| گویش                 | مناطق                                                   |
| -------------------- | ------------------------------------------------------- |
| شمالی                | هانوی، هایفونگ، دلتای رود سرخ، شمال غربی و شمال شرقی    |
| شمال مرکزی (منطقه ۴) | تان هوا، وین، ها تین                                    |
| میانه مرکزی          | کوانگ‌بن، کوانگ تری، هوئه، توا تین                       |
| جنوب مرکزی (منطقه ۵) | دانانگ، کوانگ نام، کوانگ نگای، بین دین، فو ین، نها ترنگ |
| جنوبی                | هوشی‌مین، لام دونگ، مکونگ، جنوب شرقی                     |